# Lemon, Lime and Bitters

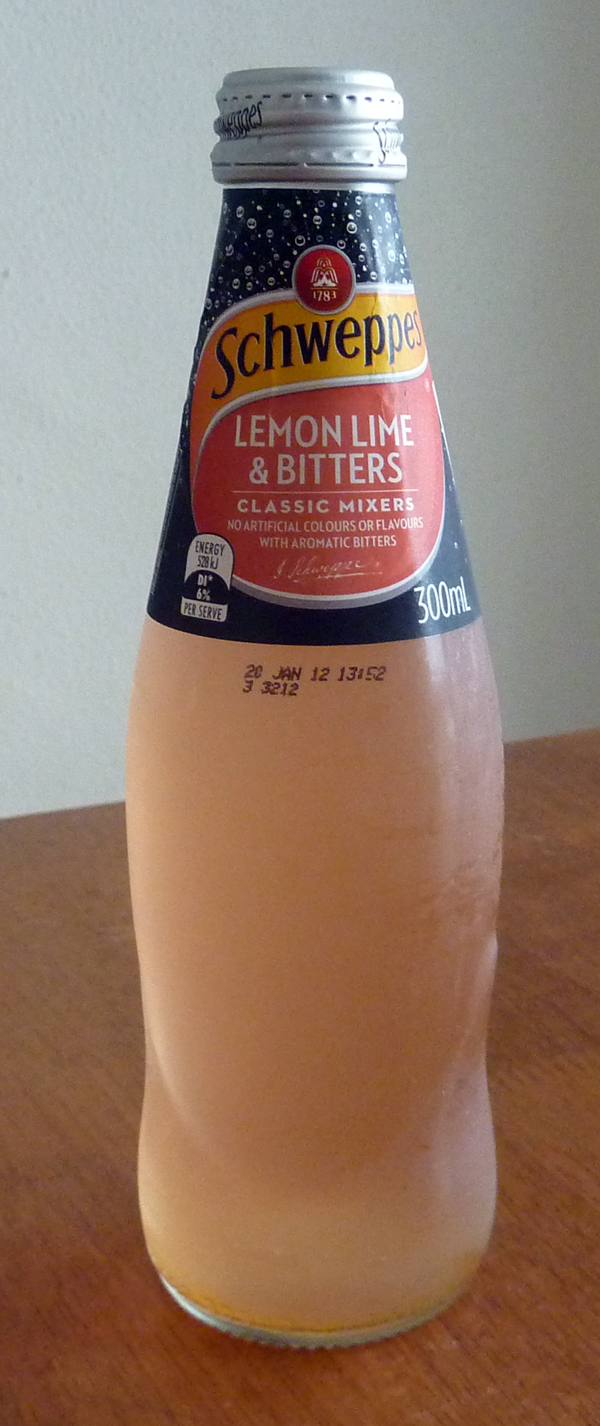
Lemon, Lime and Bitters, als fertiges Mixgetränk von Schweppes

Lemon, Lime and Bitters (oft auch als LLB abgekürzt) ist ein nahezu alkoholfreier Longdrink. Die namensgebenden Zutaten sind Limonade, Limettensaft und Angosturabitter.

## Geschichte
Ein Vorgänger des Getränks war eine Mischung aus Limonade und Bittern, die im ausgehenden 19. Jahrhundert weltweit in den britischen Kolonien populär war und um die Jahrhundertwende herum auch in Großbritannien selbst verbreitet war. Eine Variante mit Limettensaft, die dem heutigen Getränk seinen Namen gab, verbreitete sich im 20. Jahrhundert in Australien so stark, dass Lemon, Lime and Bitters heute als eines der dortigen Nationalgetränke gilt. 2018 wurden in Australien laut ABC mehr als 100 Millionen Einheiten des Getränks konsumiert.

## Zubereitung
Lemon, Lime and Bitters wird mit Limonade (Zitronenlimonade), Limettensaft (alternativ Lime Juice Cordial) und einigen Spritzern aromatischen Bitters (Angosturabitter) hergestellt. Angosturabitter enthält zwar 44,7 % Vol. Alkohol, durch die geringe Menge – einige Spritzer – liegt der Alkoholgehalt des fertigen Getränks selbst bei großzügiger Dosierung deutlich unter 1 % Vol.
In ein mit Eiswürfeln gefülltes Longdrinkglas (Highballglas) kommen je nach Geschmack einige Dashes Angosturabitter und 15 bis 30 ml Limettensaft, dann wird mit Zitronenlimonade aufgefüllt und mit einer Limetten- oder Zitronenscheibe garniert. In Australien, Neuseeland und Trinidad und Tobago ist Lemon, Lime and Bitters als fertiges Erfrischungsgetränk in Flaschen erhältlich.